# The Butterfly Effect 2
The Butterfly Effect 2 è un film di fantascienza drammatico del 2006 diretto da John R. Leonetti. Seguito del più noto The Butterfly Effect, ha avuto a sua volta come sequel il film The Butterfly Effect 3: Revelations.
Il film non viene generalmente considerato all'altezza del predecessore.

## Trama
Nick Larson e Julie Miller stanno festeggiando il compleanno della ragazza insieme ad una coppia di amici in una sperduta località. Proprio quando Julie sta per rivelare a Nick qualcosa di molto importante, il ragazzo riceve una chiamata dall'ufficio che lo costringe a rientrare. I quattro tornano quindi in città ma la foratura di una gomma costringe Nick ad una violenta sterzata che catapulta la macchina in mezzo alla corsia opposta, proprio al sopraggiungere di un autoarticolato.
Diverso tempo dopo Nick si risveglia in un ospedale, accudito dalla madre che gli rivela che i suoi amici e la sua ragazza sono morti. La cruda verità strazia il cuore di Nick che al lavoro ha costanti crisi durante la visione di foto che gli provocano forti mal di testa e il sanguinamento del naso. Un giorno a casa si rende conto che grazie a queste crisi riesce a compiere salti nel tempo, ritornando esattamente al momento ritratto nelle foto che osserva. Inizia così a saltare indietro nel tempo per modificare il passato ed evitare la morte della sua ragazza e il licenziamento del suo migliore amico, ma ogni volta che compie una variazione, seppur minima, finisce per avere ripercussioni inaspettate sul presente e così all'ultimo salto è costretto a prendere la decisione più difficile della sua vita.

## Riferimenti al primo film
Nonostante sia il seguito del primo The Butterfly Effect, il film non sembra avere un collegamento diretto con la pellicola precedente. Anche gli attori e le situazioni sono differenti; c'è però un riferimento al primo film nella scena in cui Nick, cercando su Internet delle informazioni riguardo al suo particolare "potere", nota un articolo apparso qualche anno prima su un giornale di provincia che raccontava di un uomo che sosteneva di poter tornare indietro nel tempo solamente guardando delle foto: quell'uomo è infatti il padre di Evan Treborn, il protagonista del primo The Butterfly Effect.

## Distribuzione
In Italia ha avuto una distribuzione diretta senza venire proiettato nelle sale cinematografiche. Verrà trasmesso in prima visione TV sul circuito nazionale 7 Gold.